# Daniele Luchetti

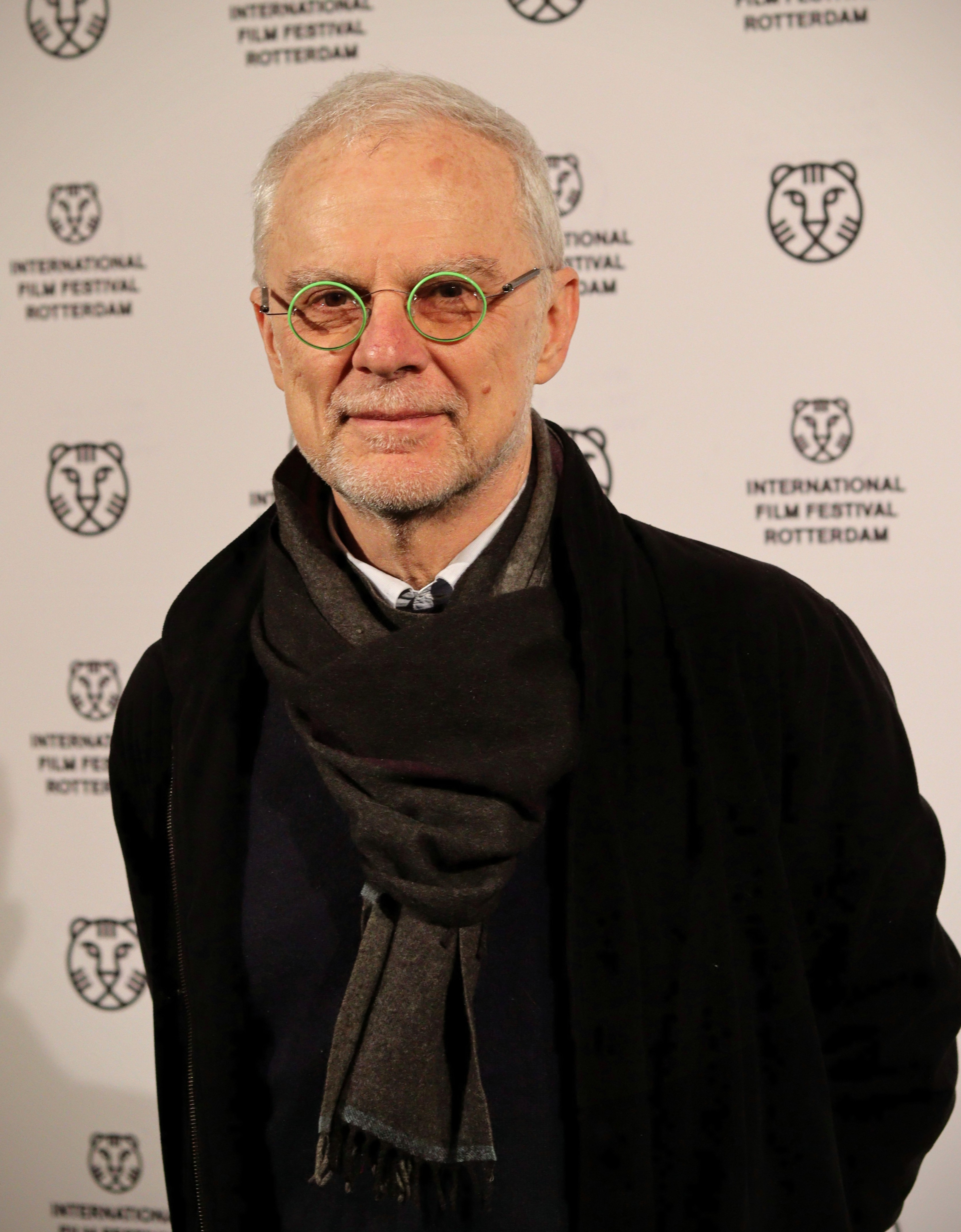
Daniele Luchetti, 2024

Daniele Luchetti (* 26. Juli 1960 in Rom) ist ein italienischer Filmregisseur, Drehbuchautor und Schauspieler.

## Leben
Luchetti besuchte von 1980 bis 1982 die „Scuola di Cinema Gaumont“ und legte für die Abschlussprüfung den Kurzfilm Cccfoxilwes vor, dem er einen zweiten, im Episodenfilm Juke box enthaltenen, folgen ließ. Nach zwei Regieassistenzen für Nanni Moretti erschien 1987 sein Langfilmdebüt, der 1848 in der Toskana spielende vergnügliche Domani accadrà. Auch La settimana della sfinge war eine gelungene Komödie. Nach Il portaborse, der einen gereiften Luchetti zeigte, und dem unterschätzten Arriva la bufera erzielte er mit La scuola nicht zuletzt aufgrund der gezeigten darstellerischen Leistungen seinen bis dahin größten Erfolg. 2003 drehte er mit Dillo con parole miei wieder eine Komödie, die allerdings fast unbeachtet blieb. Mio fratello è figlio unico wurde von Antonio Pennacchis Roman „Il fasciocomunista“ inspiriert und gut aufgenommen. Sein 2010 entstandener Film La nostra vita konkurrierte 2010 im Wettbewerb des Festivals von Cannes und brachte Hauptdarsteller Elio Germano dort eine Auszeichnung ein. 2020 wurde Was uns hält, die Verfilmung des Romans Lacci von Domenico Starnone, als Eröffnungsfilm der Filmfestspiele von Venedig ausgewählt.
Neben seiner Arbeit bei der Produktion war er einige Male auch als Darsteller zu sehen, beispielsweise in Nanni Morettis Film Bianca (1984). Immer wieder nahm er auch an Gemeinschaftsprojekten teil, so an Un altro mondo è possibile (2001) oder an All Human Rights for All (2008).
Großen Einfluss auf seine Filme, die, wie Kritiker bemerken, „in ihrer direkten Art Liebesakte zwischen Regisseur und Publikum“ sind, haben die Werke von François Truffaut.

## Filmografie (Auswahl)
- 1987: Von Räubern, Kavalieren und harmonischen Menschen (Domani accadrà)
- 1991: Der Taschenträger (Il portaborse)
- 2007: Mein Bruder ist ein Einzelkind (Mio fratello è figlio unico)
- 2010: La nostra vita
- 2014: Anni Felici – Barfuß durchs Leben (Anni felici)
- 2020: Was uns hält (Lacci)
- 2024: Confidenza